# Arena Dorsum
L'Arena Dorsum è una struttura geologica della superficie di Marte.